# 外気
| ウィキペディアには「外気」という見出しの百科事典記事はありません（タイトルに「外気」を含むページの一覧/「外気」で始まるページの一覧）。 代わりにウィクショナリーのページ「外気」が役に立つかもしれません。 |